# Hartmut Hegeler

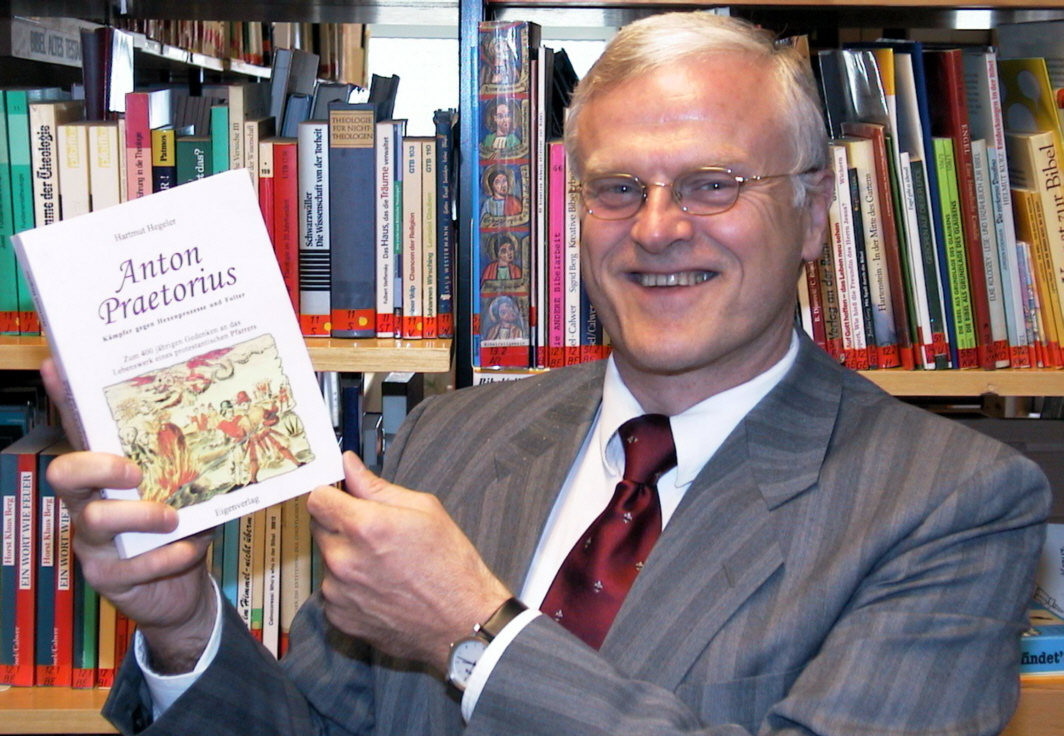
Hartmut Hegeler

Hartmut Hegeler (* 11. Juni 1946 in Bremen) ist ein deutscher evangelischer Pfarrer und Autor. Hegeler setzt sich für die Rehabilitierung der Opfer der Hexenprozesse ein und betreibt dazu unter anderem eine Internetseite über Anton Praetorius (siehe Weblinks).

## Leben
Hegeler absolvierte das Ratsgymnasium Bielefeld und studierte anschließend Theologie in Bethel, Marburg und Heidelberg. Nach dem Studium ging er als Vikar der Evangelischen Kirche von Westfalen in den Auslandsdienst nach Indien. Hier studierte er 1972 ein Brunnenbauprogramm des Tamilnad Christian Council von Joseph John und Lüder Lüers.
Anschließend war er als Pfarrer der Evangelischen Kirche von Westfalen in Recklinghausen tätig. Von 1974 bis 1976 wurde Hegeler von Dienste in Übersee, einer Arbeitsgemeinschaft der Evangelischen Kirche in Deutschland, als Projektkoordinator in den Nordjemen entsandt.
Von 1976 bis 1982 war Hegeler Gemeindepfarrer in der Kirchengemeinde Dortmund-Huckarde. Anschließend arbeitete er als kreiskirchlicher Pfarrer im Evangelischen Kirchenkreis Unna und unterrichtete Evangelische Religionslehre am Märkischen Berufskolleg. Zwischen 1999 und 2009 war Hegeler Bezirksbeauftragter für den Evangelischen Religionsunterricht an berufsbildenden Schulen im Kirchenkreis Unna. Weiterhin organisierte er Lehrerfortbildungen für Religionslehrer am Pädagogischen Institut Villigst und im Evangelischen Kirchenkreis Unna. Seit 2010 ist er pensioniert. Hegeler wohnt in Unna.

## Arbeiten zur Hexenverfolgung und zur Rehabilitierung von Opfern der Hexenprozesse
Seit 2000 beschäftigt sich Hegeler, angeregt durch Fragen von Schülerinnen, mit dem Thema Hexenprozesse und der möglichen Rehabilitierung der Opfer, die durch weltliche Gerichte (nicht durch Prozesse nach dem Kirchenrecht) verurteilt wurden. Im Jahr 2000 gründete er den Arbeitskreis Hexenverfolgung in Westfalen, der sich 2005 in Arbeitskreis Hexenprozesse umbenannt hat.
Im Rahmen dieses Arbeitskreises entfaltete Hegeler zahlreiche Aktivitäten: Er hält Vorträge in Akademien, Volkshochschulen, Schulen und Kirchengemeinden, beteiligt sich an Ausstellungen zu Hexenverfolgungen und über das Leben von Anton Praetorius und organisiert Lehrerfortbildungen zum Thema Hexenverfolgung. Zu diesen Themen hat Hegeler zahlreiche Publikationen vorgelegt und mit seinen Aktivitäten ein breites Medienecho hervorgerufen.
Viele Orte haben seine Anregung zu einem ehrenden Gedenken für Pfarrer Anton Praetorius, Kämpfer gegen Folter und Hexenverfolgung, aufgegriffen.
Auf dem Ökumenischen Kirchentag in Berlin 2003 und den Evangelischen Kirchentagen in Hannover 2005, Köln 2007, Dresden 2011 und Hamburg 2013 nahm er mit dem Arbeitskreis Hexenprozesse teil.
2015 wirkte Hartwig Hohnsbein am Stand des Arbeitskreises Hexenprozesse auf dem Kirchentag in Stuttgart mit. Weiteres Engagement des Arbeitskreises auf Kirchentagen in Berlin 2017 und Dortmund 2019. Auf den Katholikentagen Osnabrück 2008, Mannheim 2012, Regensburg 2014 und Münster 2018 organisierte Hegeler gemeinsam mit der Friedrich-Spee-Gesellschaft Ratingen Informationsstände.
Auf dem zweiten Ökumenischen Kirchentag in München 2010 hielt Hegeler mit dem Arbeitskreis Hexenprozesse und mit Traudl Kleefeld einen Gottesdienst zum Gedenken an die Opfer der Hexenprozesse ab.

## Historische Forschungen
Zur Geschichte seiner Heimatstadt Unna forscht Hegeler über die Einführung der Reformation, die Geschichte der Stadtkirche Unna und der Grabsteine im Kirchenschiff.
Seit 2020 wirkt Hegeler mit bei der Organisation der Vortragsreihe des SGV und Heimatvereins Unna. Seit 2022 ist Hegeler Vorsitzender des Geschichtsforum Unna-Massen.

## Ausstellungen
- Plakatausstellungen zu Hexenverfolgungen: Stadtkirche Schwerte 2001, Stadtkirche Unna 2002, Kirche Dortmund-Hohensyburg 2005.
- Gregor Westerbarkei: Kämpfer gegen Hexenverfolgung. In: Westdeutsche Allgemeine Zeitung. Funke Mediengruppe, 28. Juli 2010.
- Praetorius-Ausstellung in der Rathaus-Galerie Lippstadt 2010 (Memento vom 1. Januar 2017 im Internet Archive).
- Plakatausstellung Hexenprozesse Stadtbibliothek Dormagen 2011
- Ausstellung Hexenprozesse in Wernigerode, 21. Mai bis 27. Juni 2011 (PDF; 985 kB)
- Bilder der Ausstellung Hexenprozesse in Wernigerode 2011
- Plakatausstellung Hexenprozesse in Minden, September 2012, St. Simeonis Kirche (PDF; 1,5 MB)
- Eröffnung Plakatausstellung Hexenprozesse in Minden 2012
- Plakatausstellung Hexenprozesse in Hallenberg, 26. Oktober 2012 (PDF; 1,5 MB)
- Sauerlandkurier Hegeler eröffnet Plakatausstellung Hexenprozesse in Hallenberg, 28. Oktober 2012
- www.reformiert-info.de Lippische Landeskirche Unzerstörbare Menschenwürde Die Hexenprozesse und die Kirchen September 2012 Ausstellung in Schieder-Schwalenberg
- Ausstellung Plakate Hexenprozesse und Anton Praetorius evang. Kirche Witten 2013 (PDF; 587 kB)
- Evangelischer Kirchenkreis Hattingen-Witten Veranstaltungsreihe Hexenwahn und Menschenwürde 2013 Einladungsprospekt (PDF; 428 kB, archiviert 2016)
- Irmine Skelnik: „Hexen“ mit Toleranz begegnen. In: Westdeutsche Allgemeine Zeitung. Funke Mediengruppe, 6. Februar 2013.
- Plakatausstellung 400. Todesjahr von Anton Praetorius im Landeskirchlichen Archiv Evangelischen Kirche von Westfalen Bielefeld April 2013 (archiviert 2013)
- Einladungsplakat Plakatausstellung Anton Praetorius Landeskirchliches Archiv Bielefeld April 2013 (PDF; 3,1 MB, archiviert 2013)
- Kunst- und Plakatausstellung im Landgericht, Justizgebäude Luxemburger Straße, 50939 Köln, Februar 2015 (Memento vom 2. April 2015 im Internet Archive)
- Plakatausstellung im Rathaus Bernau bei Berlin 2017 (PDF; 827 kB)
- Plakatausstellung im Heimatmuseum Winterberg-Züschen 2017 (PDF; 2,4 MB)
- Plakatausstellung im Heimatmuseum Ahlen 2018 (PDF; 914 kB)
- Plakatausstellung Anton Praetorius in Kamen 2020

## Veröffentlichungen (Auswahl)

### Bücher
- Anton Praetorius, Kämpfer gegen Hexenprozesse und Folter. Unna 2002.
- mit Stefan Wiltschko (Hrsg.): Anton Praetorius und das 1. Große Fass von Heidelberg. 2. Aufl., Verlag Traugott Bautz, Nordhausen 2007, ISBN 978-3-88309-405-2.
- Medienpaket Hexenprozesse, Sek I / II, Hörbuch Hexenbuhle (CD) und Lektüre, Unterrichtsmaterialien Schülerheft und Lehrerband, Unna.
- Reinhard Wolf (Hrsg.): Pfarrerschicksal im Dreißigjährigen Krieg. Verlag Traugott Bautz, Nordhausen 2009, ISBN 978-3-88309-481-6.
- Hexenprozesse, die Kirchen und die Schuld. Geschichtswerkstatt Büdingen, 3. Aufl. Büdingen 2010.
- mit Hetty Kemmerich: Hexengedenkstätten im Rheinland, Unna 2010. ISBN 978-3-940266-08-8
- mit Ursula Vaupel: Hexendenkmäler in Hessen: Gedenksteine, Gedenktafeln für die Opfer von Hexenprozessen und Hexenverfolgung in Hessen, Unna 2011. ISBN 978-3-940266-15-6
- Gedenkgottesdienst für die Opfer der Hexenprozesse. Verlag Traugott Bautz, Nordhausen 2012, ISBN 978-3-88309-699-5.
- Hexengefängnis für den „Arnßpergher Burgermeister“ Henneke von Essen. Verlag Traugott Bautz, Nordhausen 2012, ISBN 978-3-88309-698-8.
- Werwolf aus Wickede. Verlag Traugott Bautz, Nordhausen 2012, ISBN 978-3-88309-697-1.
- Klägliche Zeitung vom schädlichen Ungewitter in Lautenbach an der Bergstraße. Verlag Traugott Bautz, Nordhausen 2017, ISBN 978-3-95948-322-3.
- Geheimnis der Grabsteine der Evangelischen Stadtkirche Unna. Menschen und ihre Schicksale. Münster 2021. ISBN 978-3-643-14807-0
- Rittersitz in Unna-Massen. Geschichte des adligen Rittergeschlechts von Romberg und Haus Massen. Schriftenreihe der Stadt Unna 66, August 2025. ISBN 978-3-927082-70-0

### Aufsätze
- Anton Praetorius (1560–1613). In: Zeitschrift für Kirchengeschichte 114. Band 2003, Heft 3, Verlag W. Kohlhammer, Stuttgart, S. 357–363.
- Der reformierte Pfarrer Anton Praetorius – Kämpfer gegen Hexenprozesse und Folter. In: J. Marius J. Lange van Ravenswaay, Herman J. Selderhuis (Hrsg.): Reformierte Spuren. Vorträge der vierten Emder Tagung zur Geschichte des reformierten Protestantismus, Band 8. Wuppertal, Foedus 2004.
- Der evangelische Pfarrer Anton Praetorius. In: Renate Jost, Marcel Nieden (Hrsg.): Hexenwahn, Eine theologische Selbstbesinnung. In: Theologische Akzente, Veröffentlichungen der Augustana-Hochschule Neuendettelsau, Band 5, Verlag W. Kohlhammer, Stuttgart 2004, S. 153–173.
- Anton Praetorius, in: Protestantische Profile im Ruhrgebiet. Fünfhundert Lebensbilder aus fünf Jahrhunderten. Herausgegeben von Michael Basse, Traugott Jähnichen, Harald Schroeter-Wittke. Verlag Hartmut Spenner, Kamen 2009.
- Anton Praetorius (1560–1613): In Gottes Wort findet man nichts von Folterung. In: Christen an der Ruhr, Band 4, 2010, S. 14–24.
- Hexendenkmäler in Hessen. In: Jahrbuch der Hessischen Kirchengeschichtlichen Vereinigung, Darmstadt/Kassel, Band 61, 2010, S. 323–385.
- Hegeler verfasste einige Artikel im Biographisch-Bibliographischen Kirchenlexikon (BBKL).